# Esfera tridimensional

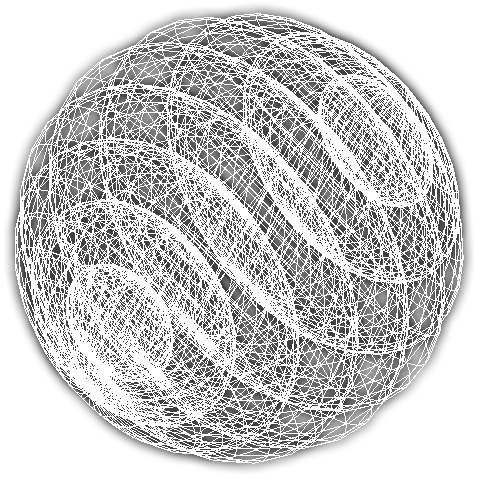
Esfera tridimensional em ilustração

A esfera tridimensional ou hiperesfera é a mais simples variedade de dimensão 3.

## Definição
A esfera tridimensional é o conjunto
{\displaystyle \mathbb {S} ^{3}=\{(x,y,z,t)\in \mathbb {R} ^{4}:x^{2}+y^{2}+z^{2}+t^{2}=1\}}
com a topologia induzida pela inclusão em {\displaystyle \mathbb {R} ^{4}}.

## Propriedades
A esfera tridimensional:
- é compacta;
- tem grupo fundamental trivial;
- tem todos os grupos de homologia triviais excepto {\displaystyle H_{0}\,} e {\displaystyle H_{3}\,} que são {\displaystyle \mathbb {Z} }.